# Megabyte
Megabyte sau megabait (MB) este unitatea de măsură a volumului de date, multiplu al baitului, adesea folosit pentru capacitatea de stocare a datelor (hard disk, RAM, CD, DVD etc). 
1 MB = 106 B = 1 000 000 byte (SI)

1 MB = 220 = 1024 kilobyte = 1 048 576 byte (IEC)
În sistemul binar, prefixul mega înseamnă de obicei numărul 1 048 (1024 × 1024 = 220), spre deosebire de sistemul SI, unde 1000 × 1000 = 106 = 1 000 Pentru a se evita confuzia, IEC recomandă utilizarea prefixului binar mebibyte (MiB). 
1 MiB = 220 byte = 1024 kibibyte = 1 048 576 byte.
Exemple:
- o dischetă are o capacitate de 1,44 MB
- 1 CD are 700 MB
- 1 DVD are 4.700 MB